# 루이스씨에게 봄이 왔는가?
《루이스씨에게 봄이 왔는가?》는 이정애가 창작한 대한민국의 만화이다. 1990년에 만화 잡지 《르네상스》에 연재되었다. 1994년에 에이스문화사에서 1998년에 만화세상에서 2006년에 길찾기에서 출간되었다. 

## 단행본
| 출간일          | 출판사       | ISBN               |
| --------------- | ------------ | ------------------ |
| 1994년 7월 1일  | 에이스문화사 | ISBN 2004479000026 |
| 1998년 2월 18일 | 만화세상     |                    |
| 2006년 5월 16일 | 길찾기       | ISBN 9788990230959 |